# Particule composite
Pour les articles homonymes, voir particule.
En physique des particules, une particule composite est un regroupement de particules élémentaires. On distingue en particulier les hadrons qui sont constitués de particules élémentaires.

## Hadrons
Les hadrons sont des particules composites interagissant avec l'interaction forte. Il s'agit :
- de fermions, auquel cas ils sont appelés baryons ;
- de bosons, auquel cas ils sont appelés mésons.

Il y a une exception : les leptons (léger) sont des fermions également, mais ne sont pas soumis à l'interaction forte. Ce qui différencie réellement le fermion du boson, c'est le spin entier pour un boson ; le spin demi-entier pour un fermion.
Le modèle des quarks, proposé en 1964 par Murray Gell-Mann et George Zweig (de façon indépendante), décrit les hadrons comme composés de quarks et d'antiquarks de valence, liés par l'interaction forte, laquelle est transmise par des gluons. Une « mer » de paires quark-antiquark virtuelles est également présente dans chaque hadron.

### Baryons (fermions)

Une combinaison de trois quarks u, d ou s avec un spin total de 3/2 forme un décuplet baryonique.

Pour une liste détaillée, voir Baryon.
Les baryons ordinaires contiennent trois quarks ou antiquarks de valence :
- Les nucléons sont les composants fermioniques des noyaux atomiques standards :
  - Proton
  - Neutron
- Les hypérons tels les particules Λ, Σ, Ξ et Ω, qui contiennent un ou plusieurs quarks strange, ont une durée de vie courte et sont plus massifs que les nucléons.
- Quelques baryons comportant des quarks charm et bottom ont été observés.

Quelques indications de l'existence de baryons exotiques ont été détectées récemment, mais leur existence est toujours incertaine :
- Le pentaquark est formé de quatre quarks de valence et d'un antiquark de valence.

### Mésons (bosons)

Des mésons de spin 0 forment un nonuplet

Pour une liste détaillée, voir Méson.
Les mésons ordinaires contiennent un quark de valence et un antiquark de valence, et incluent le pion, le kaon, le méson J/Ψ. Dans les modèles d'hadrodynamique quantique, l'interaction forte entre nucléons est transmise par des mésons.
Des mésons exotiques pourraient exister. Leur signature a été détectée, mais leur existence est toujours incertaine :
- Le tétraquark est formé de deux quarks et de deux antiquarks de valence.
- La boule de glu est formée de gluons liés et ne possède aucun quark de valence.
- les hybrides sont formés de un ou plusieurs quarks ou antiquarks de valence et d'un ou plusieurs gluons.

## Autres particules composites

### Noyaux atomiques
Le noyau atomique est formé de protons et de neutrons. Chaque type de noyau contient un nombre spécifique de ces deux particules et est appelé un isotope.

### Atomes
Les atomes sont les plus petites particules neutres du point de vue des réactions chimiques. Un atome est constitué d'un noyau atomique entouré d'un nuage électronique. Chaque type d'atome correspond à un élément chimique spécifique.

### Molécules
Les molécules sont les plus petites particules en lesquelles une substance non élémentaire peut être divisée tout en conservant ses propriétés physiques. Les molécules sont des composés d'au moins deux atomes.